# Emmanuel Ngom Priso
Emmanuel Priso Ngom Priso est un athlète camerounais, naturalisé français, spécialiste des épreuves de sprint. Il est aussi rugbyman et pratique le bobsleigh à haut-niveau.
Le 20 février 2009, il devient champion de France en salle du 60 m en 6 s 63, devant Christophe Lemaitre.

## Athlétisme - Records personnels avec la France
- 50 m : 5 s 77, le 17 février 2007 à Aubière.
- 60 m : 6 s 67 : le 10 janvier 2009 au Meeting des Volcans à Aubière, 3e performance mondiale[2]
- 60 m : 6 s 63, le 20 février 2009 à Liévin.
- 200 m : 21 s 32, le 9 juillet 2009 à Albertville[3]
- 100 m : 10 s 28 (+1,9 m/s), le 21 juillet 2006 à Tomblaine[4].
- 200 m : 20 s 97 (+1,1 m/s), le 4 juillet 2008 à bordeaux.
- 200 m en salle : 21 s 16, le 7 janvier 2007 à Eaubonne
- 4 x 100 m en relais : second en 39 s 49, le 26 juin 2009 aux Jeux Méditerranéens à Pescara
- 4 x 100 m en relais : médaille de bronze aux Championnats du monde militaires d'athlétisme (organisés par le CISM) en septembre 2013.
- Sélectionné[5] en équipe de France pour le relais 4 x 100 m aux championnats du monde d'athlétisme de Berlin en 2011 aux côtés de Eddy De Lépine, Pierre-Alexis Pessonneaux, Christophe Lemaître, Martial Mbandjock et Ronald Pognon.

## Athlétisme - Records personnels avec le Cameroun
- 100 m : 10 s 74 (0.0m/s) en 2002 aux Championnats du monde junior (28e mondial) à Kingston, Jamaïque
- 200 m : 21 s 81 (+1.5m/s) en 2002 aux Championnats du monde junior (34e mondial) à Kingston, Jamaïque
- 100 m : 10 s 50 (0.0m/s) en 2003 aux Championnats d’Afrique junior d’athlétisme (médaille d’or) à Garoua au Cameroun
- 200 m : 21 s 88 (0.0m/s) en 2003 aux Championnats d’Afrique junior d’athlétisme (9e) à Garoua au Cameroun
- 4 x 100 m : 10 s 50 (0.0m/s) en 2003 aux Championnats d’Afrique junior (médaille d’or) à Garoua au Cameroun
- 100 m : 10 s 57 (0.0m/s) en 2003 aux Jeux Africains (14e) à Abuja au Nigeria
- 4 x 100 m : 39 s 94 en 2003 aux Jeux Africains (4e) à Abuja au Nigeria
- 100 m : 10 s 80 (0.0m/s) en 2004 aux Championnats Africains d'athlétisme (14e) à Brazzaville, République du Congo
- 4 x 100 m : 39 s 87 (0.0m/s) en 2004 aux Championnats Africains d'athlétisme (3e) à Brazzaville, République du Congo
- 100 m : 10 s 66 (0.0m/s) en 2006 aux Jeux du Commonwealth (22e) à Melbourne, Australie
- 4 x 100 m : 40 s 23 (0.0m/s) en 2006 aux Jeux du Commonwealth (10e) à Melbourne, Australie
- Selon la Fédération Camerounaise d'Athlétisme, Emmanuel Ngom Priso détient depuis 2007 le record de vitesse 60m indoor pour le Cameroun[6].

## Rugby à XV et à sept
Il débute au club de Pont-de-l’Arche où il prend part à l'ascension de l'équipe trois années de suite, jusqu’à atteindre l'Honneur. Parallèlement, il rejoint l’équipe de rugby à 7 de la défense (équipe interarmes), ainsi que celle de rugby à XV de l’armée de l’air. Il est aussi sollicité par l’équipe de France de rugby à 7 avec laquelle il réalise de nombreux entraînements.
Il est ensuite enrôlé au club de Petit-Couronne, le XV Couronnais en Haute-Normandie, et participe à la montée de l'équipe en fédérale 3.
Les postes qu'il occupe sont celui de Centre et ailier en rugby à XV comme en rugby à sept 

## Bobsleigh
En 2017, il intègre une équipe de bobsleigh rémoise nouvellement créée, en vue de se qualifier comme équipe 3 de France pour les Jeux olympiques d’hiver de Pyeongchang en Corée du Sud, du 9 au 25 février 2018, aux côtés de quatre autres athlètes français : Thibault Godefroy (pilote), de Jérémy Baillard (pousseur) de Jason Aguemon (football américain), et Alan Alais (athlétisme) et de David Baechler, le manager de l’équipe.
En 2020, avec l’haltérophile David Baechler, le manager de l’équipe et Jérémy Baillard (pousseur), il participe à la préparation de leur équipe en vue de participer à la Coupe de France de poussée ainsi qu'à la coupe d'Europe puis aux Jeux Olympiques d'hiver de 2022 

## Palmarès

### Championnats du Monde Militaire
- Médaille de Bronze sur 4 × 100 m en relais aux Championnats du monde militaires d'athlétisme - Septembre 2013 à Warendorf [11]

### Championnats de France en salle
- Médaille d'or sur 60 m en 6 s 63[12],[13] à Liévin en 2009

### Championnats d'Afrique
- Médaille de Bronze sur 4 x 100 m : 39 s 87 (0.0m/s) en 2004 aux Championnats Africains d'athlétisme (3e) à Brazzaville, République du Congo

### Championnats d’Afrique d'athlétisme juniors
- Médaille d'or sur 100 m en 10 s 50 en 2003 à Garoua au Cameroun
- Médaille d'or sur 4x100 m en 2003 à Garoua au Cameroun
- Médaille de Bronze sur 4 x 100 m : 39 s 87 (0.0m/s) en 2004 aux à Brazzaville, République du Congo

### Jeux méditerranéens
- Médaille d'Argent sur 4 x 100 m en relais en 39 s 49, le 26 juin 2009 à Pescara

## Au Cameroun
Il grandit entre Nkongsamba et Douala, où il fréquente le collège Liebermann puis le lycée technique de Koumassi de Douala.
Il est le troisième fils de Sa Majesté Emmanuel Richard Blaise Priso Ngom Priso nu Loa Mbasé, Commandeur de l’Ordre du Mérite Camerounais, Chevalier et Officier dans l’Ordre national de la Valeur, Chef supérieur des Bankon (canton Abo-nord), décédé le 10 avril 2018, et le frère de Sa Majesté Patrice Ngom Priso, actuel Chef Supérieur des Bankons Abo-Nord, dans la Région du Littoral, au Cameroun.
En 2020, il fonde une association Loi 1990, l'A.S.C.B.B., Association Sportive et Culturelle Bankon-Barombi, dont le siège est à Bonalea. Cette association a pour but le rayonnement du mouvement sportif bankon, mais aussi la promotion de la culture Bankon et Barombi. A ce titre, il fonde - et préside- un Club sportif dont une équipe de football joue en ligue régionale Littoral de la fecafoot, "les Etoiles Bankon Barombi".

## Famille
Ancien fusillier-commando de l'Armée de l'Air, Emmanuel Ngom Priso est père de cinq enfants : Daniel, Evan, Kory, Jalane ,.